# 白川町役場
白川町役場（しらかわちょうやくば）は、地方公共団体である岐阜県加茂郡白川町の組織が入る施設（役場）。

## 概要
- 本館と分館がある。
- 1956年（昭和31年）に白川町に黒川村、佐見村、蘇原村が合併したさい、新たに建設されることが決められており、同年10月23日に現在地への建設が決まる[1]。1957年（昭和32年）7月に着工し同年12月に鉄筋コンクリート造2階建の庁舎（現・本館）が完成[2]。1958年（昭和33年）1月31日より新庁舎での業務を開始する[3]。1973年（昭和48年）8月に3階建に改築[4]。1980年（昭和55年）にも増築している[5]。
- 分館は白川町町民会館の1階と2階である。
- 老朽化のため、新庁舎の建設が進められている。

## 業務時間
- 月曜日から金曜日の8時30分から17時15分（土曜日・日曜日・祝日・年末年始を除く）

## 業務内容
本館3階
- 議会事務局
- 議場

本館2階
- 総務課
- 企画課
- 農林課
- 建設環境課

本館1階
- 会計室
- 町民課

分館2階
- 教育課

分館1階
- 教育課
- 保健福祉課

## 出張所
出張所は小学校の通学区域が管轄区域である。
- 白川北出張所
  - 白川町河東763
- 蘇原出張所
  - 白川町赤河1060−1
- 黒川出張所
  - 白川町黒川1821−4
- 佐見出張所
  - 白川町上佐見1957−1

## 交通アクセス
- 高山本線白川口駅下車、徒歩約8分。
- 濃飛バス白川東白川線「白川町役場」バス停より徒歩約1分。
  - 高山本線白川口駅より「越原消防センター」行き。
- 濃飛バス白川中央線「白川町役場」バス停より徒歩約1分。
  - 高山本線下油井駅、白川口駅より「マツオカ白川店」「林道口」行き。　※土日祝日運休

## 新庁舎の計画
- 2018年時点、庁舎整備検討委員会は、現在の白川町立白川中学校敷地（河岐地区）、タイセイ白川工場跡地（坂ノ東地区）、白川天然温泉四季彩の湯跡地（河岐地区）などを移転候補地としていたが[6][7]、小中学校統合を優先し、白川中学校校舎の建て替えが答申されたこともあり[8]、移転先は再検討となる。2021年（令和3年）4月に河岐地区の民有地（パチンコ店敷地周辺）を建設予定地の方針が出され[9]、令和7年度の完成を予定している[10]。
- 計画では、岐阜県加茂郡白川町河岐1705-2に建設し、敷地面積は4,851.38m2、建物は地上2階建（1階RC造、2階木造一部RC造）、建築面積1,598.71m2、延床面積は2,607.35m2。2023年8月時点の計画では2025年（令和7年）5月開庁の予定であった[11]が、建設資材や人件費の高騰などから入札が2回不調となり、2024年（令和6年）3月の入札で業者が決定[12][13]。同年4月25日に起工式が行われた[14][13][15]。
- 設計・管理は石本建築事務所、施工は松井建設が行い[15]、2026年（令和8年）1月開庁の予定である[12][15]。